# Wim Meyles
Wim Meyles (1949) is een Nederlands schrijver die in de jaren 80 bekend werd om boekjes waarin humoristische kwinkslagen en woordspelingen centraal stonden. In de loop der jaren is hij zich steeds meer gaan richten op het schrijven van humoristische sprookjes, fabels en andere verhalen.